# 프리핸드법
프리핸드-법은 제도기나 정규를 사용하지 않고 그림을 그리는 것 또는 그렇게 그린 도면을 말한다. 또한 절단선은 프리 핸드로 그리도록 되어 있으며 주로 현장에서 견취도를 그리는 경우에 쓰인다.